# Rudi Sailer
Rudolf Sailer (ur. 15 lipca 1944 r.) – austriacki narciarz alpejski. Jego najlepszym rezultatem na mistrzostwach świata było 7. miejsce w zjeździe na mistrzostwach świata w Val Gardena. Nie startował na żadnych igrzyskach olimpijskich. Jego najlepszym sezonem w Pucharze Świata był sezon 1968/1969, kiedy to zajął 19. miejsce w klasyfikacji generalnej.
Jego brat Toni Sailer i siostra Rosi Sailer również uprawiali narciarstwo alpejskie.

## Sukcesy

### Puchar Świata

#### Miejsca w klasyfikacji generalnej
- 1966/1967 – 33.
- 1967/1968 – 32.
- 1968/1969 – 19.
- 1969/1970 – 43.

#### Miejsca na podium
1. Val Gardena – 14 lutego 1969 (zjazd) – 3. miejsce